# Ventosa
Ventosa – gmina w Hiszpanii, w prowincji La Rioja, w La Rioja, o powierzchni 9,63 km². W 2011 roku gmina liczyła 164 mieszkańców.